# Camille Benassy
Camille Benassy, né le 25 février 1887 à Le Monteil-au-Vicomte (Creuse) et mort le 26 mai 1958 à Royère-de-Vassivière (Creuse), est un homme politique français.

## Biographie
Député socialiste de la Creuse (1924-1928) puis (1931-1936).

## Mandats électifs

### Parlementaires
- 1931-1936 : député de la Creuse (Circonscription d'Aubusson)
- 1924-1928 : député de la Creuse

### Mandats locaux
- 1945-1958 : membre du conseil général de la Creuse (canton de Royère-de-Vassivière)
- 1945-1958 : maire de Royère-de-Vassivière
- 1935-1940 : maire d'Aubusson (démission protestataire en 1940)
- 1919-1928 : membre du conseil général de la Creuse (Canton de Royère-de-Vassivière), premier conseiller général socialiste SFIO du département.
- 1925-1935 : maire de Royère-de-Vassivière

## Fonctions diverses
- 1940 : directeur de cabinet de L-O Frossard (ministre des travaux publics)
- 1936-1939 : directeur de cabinet d'Albert Rivière (ministre des pensions puis des anciens combattants)